# Zavarivanje pod troskom
Zavarivanje pod troskom (engl. Submerged Arc Welding – SAW) ili elektrolučno zavarivanje taljivom žicom pod zaštitnom troskom (kratica: EPT) je elektrootporno zavarivanje taljenjem (bez pritiska), pod talinom troske taljivom elektrodom, kao dodatnim materijalom, u obliku jedne ili više žica, jedne ili više traka što se dovode u talinu troske. Talina se održava u tekućem stanju Joulevom toplinom, koja se razvija zbog omskog otpora u troski, kroz koju protječe električna struja zavarivanja između elektrode i taline zavara. Zavarivanje se obično izvodi okomito ili koso prema gore. Ima više načina zavarivanja pod troskom, pa tako i način zavarivanja pod troskom tračnom elektrodom. Ovaj postupak posebno je prikladan za zavarivanje debelih i veoma debelih komada.
Zavarivanje pod troskom koristi se u brodogradnji (zavarivanje ojačanja), strojogradnji (zavarivanje okvira), pri gradnji kotlova (uzdužni zavari), za zavarivanje tlačnih posuda i za popravke u željezarama. Ovim postupkom se zavaruju nelegirani, malo ili jako legirani čelici, pa i aluminijske legure. To je visokoproduktivan postupak. Uglavnom, trosku je vrlo laku čistiti, ona pukne sama od sebe. Dotok žice je stalan i vrlo veliko je polaganje zavara. Uvjeti rada su poboljšani jer se dim skoro ne stvara.

## Prednosti i nedostaci
Prednosti ovog postupka su: 
- velike brzine zavarivanja i daleko veća produktivnost u odnosu na ručno elektrolučno zavarivanje (REL) i zavarivanje MAG postupkom;
- jer se radi o automatskom postupku zavarivanja, kvaliteta ne ovisi o čovjeku – operateru (jednom uspostavljeni parametri zavarivanja daju stalnu kvalitetu zavarenih spojeva);
- visok stupanj iskorištenja energije za taljenje (0,9 - 0,95);
- kvalitetan estetski izgled zavara,
- nema otpada žice, te gubitaka zbog prskanja kapljica u okolinu;
- lako čišćenje troske i mogućnost recikliranja troske;
- vrijeme za izobrazbu operatera je puno kraće od izobrazbe dobrog zavarivača za ručno elektrolučno zavarivanje.

Nedostaci ovog postupka su: 
- mogućnost zavarivanja samo na vodoravnim ili vrlo malo nagnutim površinama;
- veća cijena opreme za zavarivanje (uređaja za zavarivanje) u odnosu na ručno elektrolučno zavarivanje i zavarivanje MAG postupkom;
- slabija mehanička svojstva zavarenog spoja u odnosu na ručno elektrolučno zavarivanje i zavarivanje MAG postupkom (brže hlađenje veće količine položenog materijala);
- nema vizualnog nadzora električnog luka tijekom zavarivanja (velike jakosti struje daju svjetlost velike intenzivnosti, pa u obzir dolazi nadzor rendgenskim zrakama i video kamerama);
- u tehnološkoj liniji koja koristi automate za elektrolučno zavarivanje pod troskom obično je potrebna dodatna mehanizacija (okretaljke, okretno-nagibni stolovi, pozicioneri, konzole).[2]

## Način rada
Električni luk se uspostavlja pomoću visokofrekventnog generatora (VF generator), koji se uključuje samo u djeliću sekunde, neposredno pred zavarivanje. Nakon uspostavljanja električnog luka, VG generator se isključuje, žica za zavarivanje stalno dolazi u električni luk, tali se i sudjeluje u stvaranju zavarenog spoja. Postupak se odvija pod zaštitnom troskom. To je automatski postupak zavarivanja.

### Parametri zavarivanja
Glavni parametri kod elektrolučnog zavarivanja pod troskom su:
- napon zavarivanja (U), koji se tijekom zavarivanja orijentacijski kreće od 26 do 40 V;
- jakost struje zavarivanja (I), koja se pri zavarivanju kreće ovisno o promjeru elektrode (od 100 A do 1000 A; prema nekim literaturnim podacima i do 5000 A). Zbog manje duljine slobodnog kraja žice, moguće je iste promjere žice za zavarivanje opteretiti puno većim strujama nego kod ručnog elektrolučnog zavarivanja (gdje je duljina slobodnog kraja praktično duljina elektrode koja se koristi za zavarivanje).
- brzina zavarivanja je značajno veća u odnosu na ručno elektrolučno zavarivanje i zavarivanje MAG postupkom (približne vrijednosti od 200 do 600 mm/min).
- napon praznog hoda je 100 V (veći nego kod ručnog elektrolučnog zavarivanja, iz razloga što se kod elektrolučnog zavarivanja pod troskom teže uspostavlja električni luk).

## Primjena
Elektrolučno zavarivanje pod troskom je postupak koji se koristi za zavarivanje i navarivanje gdje se traži velika količina položenog materijala (zavara) ili kod velikoserijske proizvodnje. Zavarivanje se izvodi u horizontalnom položaju (iznimka Circomatic postupak – zavarivanje kružnih zavarenih spojeva na cilindričnim posudama pod tlakom u zidnom položaju). Značajna je primjena ovog postupka kod zavarivanja debelostjenih posuda pod tlakom, te debelostjenih limova (npr. postolja lokomotiva, sekcije mostova).